# Турбина на Турго
Турбината на Турго е импулсна водна турбина. В практиката тези турбини достигат коефициент на полезно действие (КПД) около 87%. При лабораторни тестове е достигнат КПД до 90%.
Турбината на Турго е била изобретена през 1919 година от Gilkes чрез модификация на Пелтоновото колело (Pelton wheel). Турбината на Турго има няколно предимства в сравнение с Францисовата турбина или турбината на Пелтон в определени случаи:
1. Колелото на тази турбина е по-евтино от Пелтоновото колело,
2. Не е необходимо херметизиране на турбината както е при турбината на Францис,
3. Турбината на Турго има по-висока специфична скорост и може да се работи с по-голям поток на флуида отколкото при Пелтоновото колело със същия диаметър. Това допринася за намаляване на разходите за генератора и инсталирането на турбината.
Турбината на Турго работи при потоци на флуида и размери на колелото, които са в диапазона на работа на турбините на Францис или Пелтон (виж графиката). Макар че има много инсталирани големи турбини на Турго, тези турбини са особено популярни при малките водни централи. Това се дължи на тяхната ниска цена и проста констукция.
Както при всички турбини с дюзи (nozzle) и при тази турбина е необходима блокировка против деструкция(разрушаване) на турбината.

## Принцип на работа
Турбината на Турго е импулсен тип турбина. Водата не променя налягането си при преминаването си през лопатките на турбината. Потенциалната енергия на водата се променя в кинетична енергия чрез дюзи. През тези дюзи водната струя с висока скорост е насочена към лопатките на турбината. Лопатките отклоняват струята. Резултантният импулс завърта лопатковото колело на турбината (runner), което по този начин предава водната енергия на ротора. Водата изтича от турбината с много малка остатъчна енергия. Колетата на турбината на Турго имат висок КПД (и над 90%).
Колелото на турбината на Турго прилича на колелото на Пелтон разделено в половината. За една и съща изходна мощност колелото на Турго има два пъти по-малък диаметър отколкото колелото на Пелтон и два пъти по-висока специфична скорост. Колелото на Турго може да поеме два по-голям воден поток отколкото колелото на Пелтон, защото изтичащата вода не се сблъсква със съседните лопатки.
Специфичната скорост на колелата на Турго по своята стойност е между специфичните скорости на колелата на Францис и на Пелтон. Могат да бъдат използвани една или повече дюзи. Повишаването на броя на дюзите повишава специфичната скорост на колелото с корен квадратен от броя на дюзите (четири дюзи допринасят за удвояването на специфичната скорост спрямо случая с една дюза при една и съща турбина).